# Paul Marichal
 (juin 2023).
Pour les articles homonymes, voir Marichal.
Paul Marichal (Paris, 29 janvier 1870 - Sceaux, 16 juillet 1943) est un archiviste français, conservateur aux Archives nationales, qui s’intéressa particulièrement à la Lorraine. Il est notamment connu comme l’auteur du Dictionnaire Topographique des Vosges (1941).

## Formation
Paul-Georges-François-Joseph Marichal, né à Paris (11e) le 29 janvier 1870, est d'origine lorraine (son père, Édouard-Louis, était né à Metz, et avait épousé Marie-Léonie Langlois). Il fit ses études secondaires à Paris, mais il passa ses vacances tous les ans, durant sa jeunesse, dans la maison familiale de Scy-Chazelles, au Val-de-Metz, jusqu’à ce que l’accès ne lui en soit interdit par l’occupant allemand, qui se mit à exiger des passeports (1888). Rien dans sa famille ne le prédisposait à la carrière qu'il choisit, mais il aimait commenter et interpréter les textes anciens, et y fut encouragé par son meilleur ami, René Harmand.
Tandis qu'il achevait sa rhétorique chez les Jésuites de la rue de Madrid, il hésitait encore entre une profession scientifique à l’École Polytechnique que lui conseillait sa famille, car il était doué pour les mathématiques, et une carrière d’archiviste ; Léon Gautier, éditeur et traducteur de la Chanson de Roland, lui fit un accueil chaleureux lorsqu'il lui fit part de son dessein de préparer le concours de l'École des Chartes.
Il intégra cette École en 1887, en compagnie de Léon Dorez, le bibliothécaire humaniste ; Max Bruchet, l'archiviste des Flandres ; ou René Merlet, qui devait remplacer son propre père en Eure-et-Loir ; il en sortit second de sa promotion en 1891.

## Carrière
La même année (1891), il fut chargé par l'École de cataloguer la collection de Lorraine de la Bibliothèque Nationale et reçut les encouragements de Léopold Delisle et de Paul Meyer. Après son service militaire (décembre 1891-novembre 1892), il fut nommé archiviste de sixième classe le 1er mars 1893. Marichal fut affecté, sous les ordres de Félix Rocquain, à la section administrative des Archives nationales, qui devint, en 1897, la section moderne. C'est là qu'il franchit tous les degrés de la hiérarchie : il y fut conservateur adjoint le 1er avril 1919, et conservateur le 1er janvier 1928. Dès cette année, il représenta ses collègues à la commission supérieure des Archives.
En 1934, après quarante ans de service, il fut placé à la tête de la section ancienne, où il demeura jusqu'au 1er avril 1937, date à laquelle il fut admis à la retraite, quelques mois après avoir été promu officier de la Légion d'honneur.
Il fut président de la Société de l’École des Chartes (1935-1936), membre du CTHS (1911 ; il devint Commissaire responsable de la publication des Dictionnaires Topographiques), et de plusieurs sociétés savantes : Soc. d’histoire et d’archéologie de Lorraine, Soc. de l’histoire de Paris et de l’Ile-de-France (1928-ca 1936), Soc. historique du VIe arrond. de Paris (1898-1901), Société de l'histoire de France (SHF - dont il fut trésorier de 1925 à 1935), etc.. Il avait également enseigné à l’École Pratique des Hautes Études (IVe section).

## Inventaires, Répertoires et Index
Paul Marichal a laissé une œuvre considérable. Bien que médiéviste, il s'est à peu près exclusivement consacré à la section moderne (série F) où il travaillait. On lui doit dans cette série le Répertoire numérique des documents antérieurs à 1790 ; les Répertoires numériques des sous-séries F8 (Police sanitaire) et F9 (Affaires militaires) ; et un monumental Inventaire de la sous-série F17 (Instruction publique), pourvu d'une immense table alphabétique, où, avec une précision proverbiale et une rare persévérance, Paul Marichal a signalé d'innombrables documents intéressant la vie intellectuelle française depuis la Révolution.
En 1898, il était désigné comme auxiliaire de l'Académie des sciences morales pour collaborer à la publication du Catalogue des Actes de François Ier (récolement des lettres patentes et ordonnances de ce souverain), travail qu’il mena à son terme (volumes 8 à 10, 1905-1908, contenant notamment les tables des 33.311 pièces).
Registre des causes civiles de l’Officialité épiscopale de Paris,  1384-1387, publié par Joseph Petit (+), table par Paul Marichal (1919).
On lui doit aussi : Bibliothèque de l'École des Chartes. Table des Tomes LXXI-LXXXV (1910 - 1924), Picard, 1926.

## L’Histoire lorraine et lesMettensia
Ses travaux personnels, liés à l’archivistique, sont essentiellement des instruments de recherche, concernant presque tous la Lorraine.
Sa thèse d'École fut consacrée à René II, duc de Lorraine, et l'héritage de la maison d'Anjou, dont des fragments seulement ont été publiés dans une suite d'articles parus de 1890 à 1893, dans le Journal et les Mémoires de la Société d'Archéologie lorraine ; mais la difficulté de consulter les documents nancéiens et d'autres tâches l’empêchèrent de poursuivre ce travail.
La Collection de Lorraine (devenue le Trésor des chartes de Lorraine), qu'il étudia en 1891-1892 lors d'un stage à la Bibliothèque Nationale, lui avait fourni l’occasion d’une étude consacrée aux anciens inventaires de ce trésor, rédigés au XVIIIe siècle par Honoré Caille-Dufourny, avec sa refonte et additions par Lancelot. Son propre catalogue des 725 premiers volumes fut publié par la Société d'archéologie lorraine dans son Recueil de documents [t. XVIII, 1896].
Un érudit messin, Auguste Prost (1817-1896), qui avait quitté sa ville natale après l’annexion, avait chargé par testament la Société des Antiquaires de France de publier une collection de documents consacrés à Metz et au pays messin, sous le titre de "Mettensia". Armand d'Herbomez y donna un Cartulaire de Gorze ; Marichal le compléta par des Remarques chronologiques et topographiques d'un grand intérêt (Mettensia III, 1902), qui lui valurent le prix que Prost avait fondé à l'Académie des inscriptions. Il publia encore, en deux volumes (Mettensia IV et V, 1906-1908), le Cartulaire de l’évêché de Metz, « troisième registre des fiefs », précédé d'une ample introduction sur le fonds de l'évêché et ses cartulaires.
La collection Cloüet-Buvignier, d’origine verdunoise, fut abritée aux Archives nationales en 1914 avant d’être partagée entre la Bibliothèque nationale et les archives de la Meuse, de Meurthe-et-Moselle et des Vosges. Paul Marichal en profita pour faire l'inventaire du fonds concernant Verdun et la Meuse (la plus riche), qui fut publié dans les Mettensia (tome VIII, 1923), après celui que Henri Omont avait donné de la partie messine (Mettensia VII, 1919).
Sa connaissance des fonds des duchés de Lorraine engagea Charles-Victor Langlois, directeur des Archives, à l'emmener avec lui à Vienne en octobre 1923, dans le cadre d'une restitution de documents (sous forme d'échange), abusivement emportés de Lorraine par le duc François III comme papiers de famille, en vertu des dispositions de la Convention de Vienne (28 août 1736), préalable au troisième traité de Vienne (1738), et réclamés par la France, contre des dossiers concernant l'Autriche et appartenant aux Archives nationales. Son expérience lui permit de reconnaître rapidement les pièces les plus intéressantes pouvant faire l'objet de ce transfert. Raymond Poincaré, alors président du Conseil et ministre des Affaires étrangères, l’en félicita.

## Toponymie et Œuvres diverses
En toponymie, ayant été l’élève d’Auguste Longnon, il eut l’idée après sa mort (survenue en 1911), avec Léon Mirot, de publier ses leçons, qui parurent de 1920 à 1929 (Les noms de lieu de la France..., 5 fascicules).
Précédemment, Paul Marichal, dès l'année 1895, avait entrepris un Dictionnaire topographique du département des Vosges, le seul en Lorraine qui n'en disposât pas encore. Marichal mena une vaste enquête pendant près de vingt ans. Le dictionnaire était remis à l'Imprimerie nationale en 1914, mais il ne sortit des presses qu'en 1941 ; il profita de ce délai interminable pour l'amender et le compléter sans cesse. Ce monument de précision et de conscience, riche d’au moins 12.000 entrées et autant de formes anciennes, fut l'œuvre de toute sa vie, et lui valut (pour la quatrième fois) le prix Prost de l'Académie des Inscriptions.
Il a également rédigé la table des formes anciennes du Dictionnaire Topographique du Forez... (Loire), paru en 1946.
De 1909 à 1914, il édita les Mémoires du maréchal de Turenne, en s’appuyant sur un manuscrit appartenant au marquis de Talhouët-Roy, qui est de la main de l’auteur, comme il put le démontrer. Cette publication prit place dans la collection de la Société de l'Histoire de France, qui appela Marichal en son conseil en 1925, et le nomma son trésorier.
Il est l’auteur de plusieurs notes biographiques parues dans la Bibliothèque de l'École des chartes, sur d'anciens élèves comme Emmanuel Teilhard de Chardin (1932, le père du théologien), René Merlet (1934), Camille Martin (1936), Francisque André (1937), et Jules Viard (1940).

## Famille et caractère
Il avait pu visiter une dernière fois la Lorraine en août 1939, et fut très affligé par les revers de la guerre. Il eut au moins la satisfaction de voir enfin publié son Dictionnaire topographique des Vosges (1941). Il mourut à Sceaux (11 avenue de Paris), le 16 juillet 1943, à 73 ans, des suites d’une opération qui ne put le sauver, « dans cette maison, presque provinciale, où depuis 1907 s'était écoulée sa vie familiale ». Il avait épousé Louise-Clarisse Grenier, dont quatre enfants ; malheureusement, l’aîné René/Édouard (né le 28 avril 1898 à Paris 6e) est mort pour la France le 13 septembre 1918 à (51) Vaudesincourt, âgé de 20 ans. Lui-même avait servi dans la Territoriale, puis fut affecté au bureau de comptabilité du Service de Santé des Armées, à Paris, où il participa à la constitution des archives ; En 1940, il se porta encore volontaire auprès de l'Office des prisonniers de guerre, au palais Soubise, pour aider à  identifier les noms de famille souvent estropiés dans les listes allemandes.
Selon Pierre Marot, « sa personne solide et robuste, sa silhouette fortement charpentée, son pas mesuré et ferme » évoquaient le type même du Lorrain. « Il en avait la franche simplicité, la prudente réserve, et aussi le sens de l'ironie, quelque peu malicieuse, qui décelait discrètement le côté amusant, voire ridicule des hommes, sans aucune méchanceté d’ailleurs. Il avait une telle prédilection pour sa discipline, un tel goût pour la précision et l'exactitude du détail, qu'il accomplissait avec une sorte d'allégresse les besognes les plus (fastidieuses) de sa profession, (comme la confection des tables et des index). Son métier d’archiviste lui procura une satisfaction sans mélange. ».

## Publications
- René II, duc de Lorraine, et le douaire de Jeanne de Laval, veuve du roi René, 18..
- Note sur le lieu de naissance de René II, Duc de Lorraine, Nancy, Crépin-Leblond, 1890.
- Examen de la déposition de Chrétien de Chastenoy (1583), 1894, 174 p.
- Dufourny et Lancelot, Notes sur les anciens inventaires du Trésor des Chartes de Lorraine, in Mémoires de la Société d'Archéologie lorraine, 1894, 64 p.
- Une colonie indienne à Thieux près Dammartin-en-Goële (1785-1787), in Société de l'histoire de Paris et de l' Île-de-France, Impr. Daupeley-Gouverneur, 1895, 32 p.
- Documents retirés du greffe du Parlement de Metz en 1738, (Paris), 1896, in 8°, 4 p.
- La collection de Lorraine à la Bibliothèque Nationale, Notice, Nancy, A. Crépin-Leblond, 1896, 48 p.
- Catalogue des manuscrits conservés à la Bibliothèque nationale sous les n° 1 à 725 de la collection de Lorraine, par Paul Marichal. Nancy, René Wiener, 1896, 1 vol., 23 cm, XLV-480 p.
- ·Remarques Chronologiques et Topographiques sur le Cartulaire de Gorze, SNAF, Paris, C. Klincksieck, 1902, in 8°, (6) 105 p. (Mettensia III).
- Les archives des départements lorrains et l'administration des domaines ; Impr. de P. Jacquin, 1902
- Cartulaire de l'Évêché de Metz dit le Troisième Registre des Fiefs ; publié, avec un essai de restitution du Vieil Registre et du Second Registre des Fiefs, 1906, 1086 pages (Mettensia IV) ; Vol 2, P, Libr. C. Klincksieck, 1908, 434 p. (Mettensia V).
- Calendrier solaire, Julien et Grégorien ; Bibliothèque de l’École des chartes, 1905.
- René II, duc de Lorraine, et les possessions d'Anjou dans le Maine ; impr. de Fleury, 1909, 71 p.
- Mémoires du maréchal de Turenne. Tome I (1643-1653) ; Tome II (1654-1659), publiés pour la Société de l'histoire de France, d'après le manuscrit autographe... par Paul Marichal, Paris, H. Laurens, 1909-1914, 2 vol. in 8°, LXVIII-379, 450 p, fac-sim. ;
- René Harmand et Paul Marichal, Notes de toponymie lorraine : Nabécor, in Bulletin de la Soc. d'Archéologie lorraine et du Musée histor. lorrain (BSAL, février 1913), p. 29.
- Ancienne numérotation de la série B aux Archives de la Meurthe, in BSAL (juin 1913), p. 132
- Registre des causes civiles de l’Officialité épiscopale de Paris,  1384-1387. Publié (en latin) par Joseph Petit, Archiviste aux Archives Nationales, Table alphabétique dressée par Paul Marichal, 1919.
- La réforme chronologique dans le marquisat de Nomeny, Bulletin Philologique et Historique, 1920.  [jusqu'à 1715]
- Notes de toponymie lorraine, 1920 ? Peut-être identique au suivant :
- "Ramon" - "Gehenneio", à propos du Rabodeau - Nabecor ; Imprimerie A. Humblot et Cie, 1920
- Auguste Longnon (publié par Paul Marichal et Léon Mirot), Les noms de lieu de la France, leur origine, leur signification, leurs transformations, Paris, Honoré Champion, in 8°, 831 (1) p, en 5 fasc. : 1er, origines grecques..., celtiques et romaines, 1921 ; 2e, noms germaniques, scandinaves, bretons et basques, 1922 ; 3e, noms ecclésiastiques, 1923 ; 4-5e, noms féodaux et modernes, index, 1929.
- Collection Cloüet-Buvignier sur l'histoire du Verdunois conservée aux archives de la Meuse, à Bar-le-Duc ; Paul Marichal, Société nationale des antiquaires de France, C. Klincksieck, 1923, 102 p.
- AN, Série F, Répertoire numérique des documents antérieurs à 1790 ;
- AN, Répertoire numérique de la sous-série F8 (Police sanitaire),
- AN, Répertoire numérique de la sous-série F9 (Affaires militaires),
- AN, Inventaire de la sous-série F17 (Instruction publique),
- (avec + Léon Le Grand) L'histoire religieuse de la Révolution aux Archives nationales, in Revue d'histoire de l'Église de France, tome 20, n° 89 (1934), p 553-620. - Persée (persee.fr) [16]
- Discours prononcé au banquet de la Société de l'École des Chartes le mardi 4 juin 1935, (1935)
- Dictionnaire topographique du département des Vosges, P, Impr. Nat, 1941, in-4°, cxxviii-553 p. Lieux habités ou non (orographie, hydrographie) ; importante introduction historique : étymologie,  anciennes circonscriptions civiles (p xxii) et religieuses (lxvi), collations de cures, etc. ; département (xcvi) ; sources. (lire en ligne)
- Jules Viard (1862-1939), par Paul Marichal ; Bibliothèque de l'École des chartes, t. 101, 1940, p. 260-267. tiré à part, Impr. Daupeley-Gouverneur, 1941
- Jean-Edmé Dufour, Paul Marichal et Marguerite Gonon (tables des formes anciennes et des matières), Dictionnaire topographique du Forez et des paroisses du Lyonnais et du Beaujolais formant le département de la Loire, Mâcon, s.n. (impr. Protat frères), 1946, in 4°, 1184 p. (édité par la Fondation Georges Guichard, Dictionnaires topographiques de la France, vol. 32).
- "Histoire et diplomatie du IXe au XIXe siècle", préface de Charles Samaran. Archives nationales, 1946. Catalogue de l'exposition par MM. Paul Marichal, Yves Metman, Bernard Mahieu et Rémi Mathieu.

## Sources
- [Pierre Marot], in Bibliothèque de l'École des Chartes, vol. 105 (1944), p. 327-335 (notice nécrologique).
- CTHS - MARICHAL, Paul Georges François Joseph - La France savante (par Martine François).
- site Mémoire des Hommes (pour l’état-civil de son fils).
- Un petit fonds Paul Marichal (0.31 ML, 3 articles, 1907-1939) concernant la topographie a été versé aux Archives Nationales, AB/XLVIII/b/50-52 (FranceArchives).